# Elmar Salmann
Elmar Salmann (Hagen, Westfalia, 12 de mayo de 1948) es un sacerdote benedictino y teólogo alemán, así como profesor en Roma.

## Breve biografía
Después de graduarse de la Escuela Municipal de Hagenen 1966, Salmann estudió durante el periodo 1966-71 teología católica en la Facultad de Teología de Paderborn y en la Universidad de Viena. El 8 de diciembre de 1972 fue consagrado sacerdote y en febrero de 1973 se incorporó a la Orden de San Benito. Con una tesis sobre el benedictino Anselmo y Alois Mager, recibió su doctorado en 1979 en Münster.
De 1981 a 2012 ha sido profesor de filosofía y teología sistemática en las Universidades Pontificio Ateneo San Anselmo y Pontificia Universidad Gregoriana de Roma. El escritor Pablo d'Ors lo considera su maestro.

## Publicaciones (selección)
- La teologia mistico-sapienzale orgullo di Anselmo. 1988 Roma
- Contro Severino. Incanto e incubo delcrédere. 1996 Casale Monferrato
- La palabra partida. Cristianismo y cultura posmoderna. 1999 Madrid
- La teologia è un romanzo. Un approccio dialettico a questioni cruciali. 2000 Milano, Paoline.
- Daleka bliskość chrześcijaństwa. Cracovia, 2005.
- "Spurenlese des Lebens". Dumont, 2013.

## Enlaces
- Wikimedia Commons alberga una categoría multimedia sobre Elmar Salmann.
- Bibliografía relacionada con Elmar Salmann en el catálogo de la Biblioteca Nacional de Alemania.
- Galería de fotos Archivado el 29 de diciembre de 2015 en Wayback Machine. (Roma, 6 de marzo de 2003)